# プンペウ・ファブラ
プンペウ・ファブラ・ポッチ（カタルーニャ語: Pompeu Fabra i Poch, 1868年2月20日 – 1948年12月25日）は、スペイン・バルセロナ県グラシア出身の文法学者・言語学者。カタルーニャ人。正書法、文法書、辞書を完成させ、現代カタルーニャ語の規範化にもっとも大きな功績があった人物であるとされる。カスティーリャ語（スペイン語）風にポンペウ・ファブラとも表記される。

## 経歴

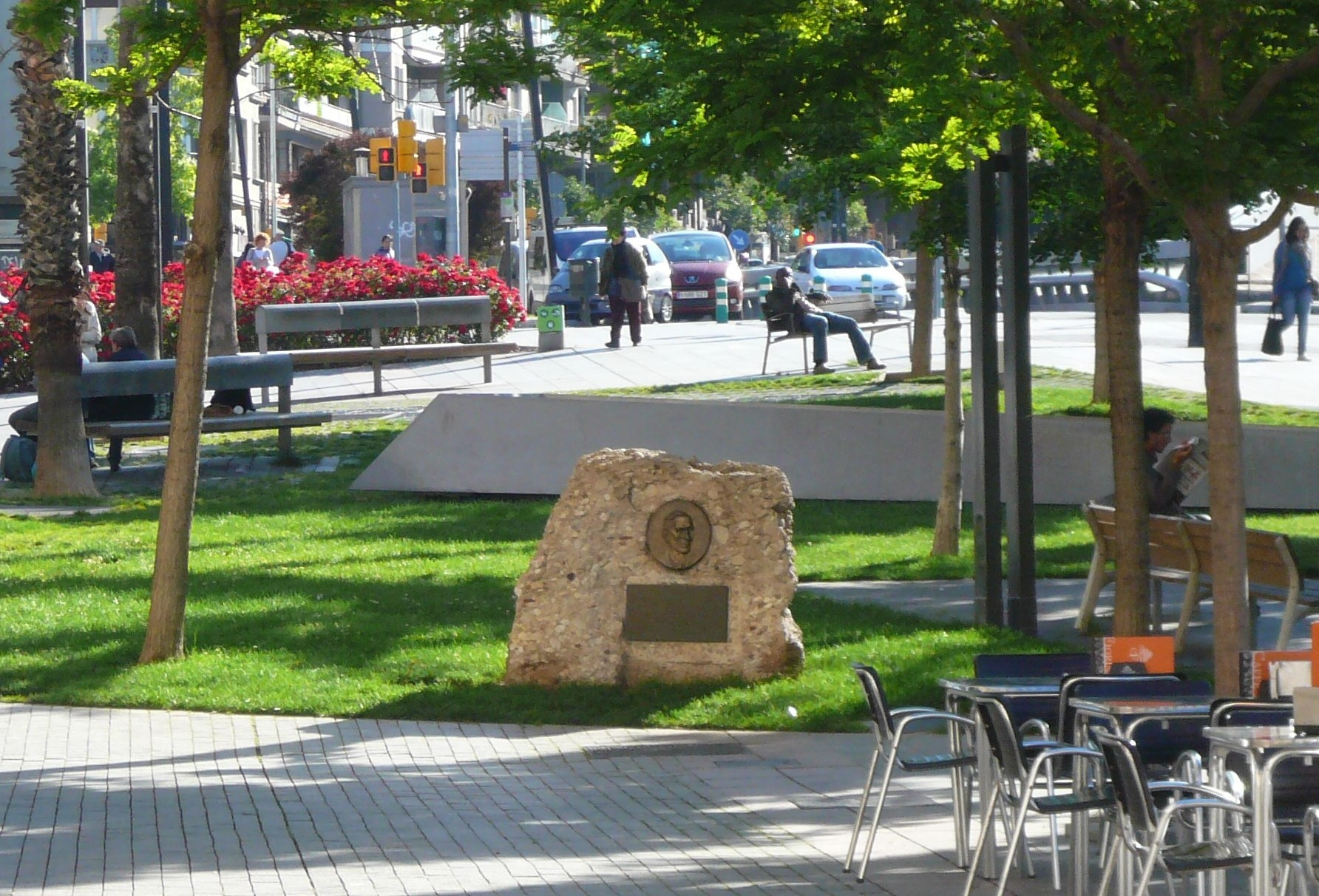
バルセロナのレセップス広場にあるファブラの記念碑

### 幼少期
1868年、プンペウ・ファブラはカタルーニャ地方のバルセロナ郊外のグラシアに生まれた。父親はジュゼップ・ファブラ・イ・ロカ、母親はカロリーナ・ポッチ・イ・マルティであり、両親にはプンペウを合わせて13人とも16人ともいわれる子供がいたが、コレラ、はしか、ジフテリアなどでの小児死亡率が高い時代であり、成人したのはプンペウを含めて3人だけだった。1876年、ファブラ家はバルセロナ市街地に引っ越し、ファブラはバルセロナで初等教育を受けた。幼少時代から言語に対して鋭い感性を持っており、兵隊人形で遊ぶ時には兵隊の制服によって言語を使い分けることを好んだ。しばしばバルセロナ港まで足を運んでは、外国人水夫が話す言葉に耳を傾けている。

### 青年期
当時のバルセロナでは口語のカタルーニャ語と文語のカスティーリャ語（スペイン語）を使い分けるのが一般的であり、幼少のファブラは高祖父の会計帳簿がカスティーリャ語ではなくカタルーニャ語で書かれていることに驚いたというエピソードが知られている。15歳までカタルーニャ語で読み書きしたことはなかったが、甥に手紙を書く際にスペイン語の書き言葉に疑問を感じ、カタルーニャ語の本や新聞を読むようになった。父親はプンペウがカタルーニャ語で出した手紙を見て驚き、父親自身も私的な手紙はカタルーニャ語で書くようになったという。15歳になるとバルセロナにある工科学校に進学し、エンジニアへの道を歩む一方で、個人的に文法学や言語学の勉強も行った。その過程でカタルーニャ語の口語と文語の大きな差異に驚き、17歳の時に約100ページのカタルーニャ語文法書の試論を書きあげた。1889年には工科学校での学業を修了したが、鉱山への就職を辞退してバルセロナに残り、補修・受験用の教室で学生を指導した。

### 文法・正書法・辞書の作成

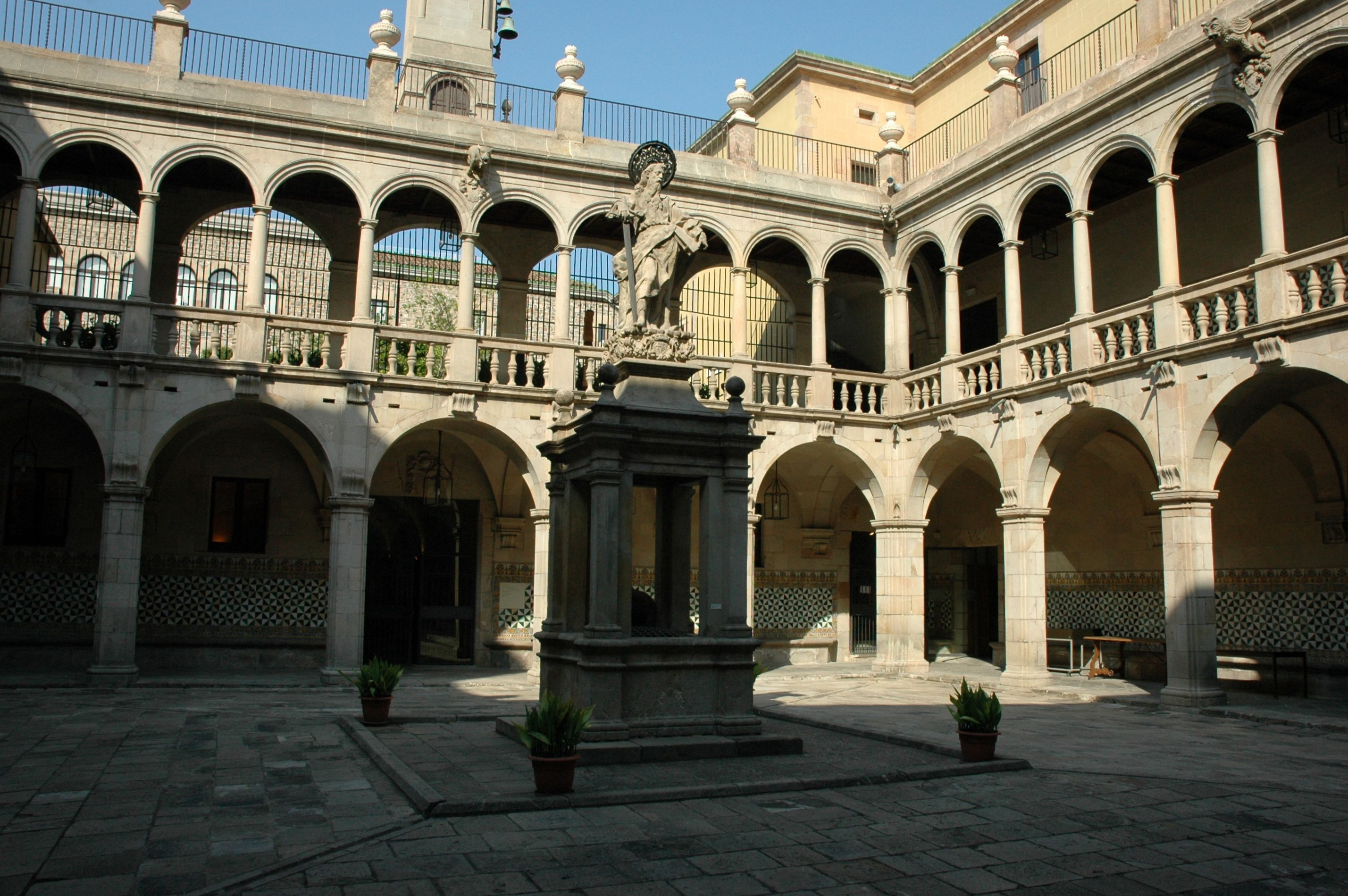
カタルーニャ研究院

ファブラはかなり若い頃からカタルーニャ語研究に身を捧げた。友人に連れられて訪れたバルセロナのアタネウ（文化クラブ）では、多くの会員が言文一致を目指すファブラの理念に賛同し、『ラベンス』（前進）という雑誌を発行してカタルーニャ語の新しい正書法や文法の普及を目指した。ファブラ自身は劇作家のヘンリック・イプセンや詩人のモーリス・メーテルリンクの作品をカタルーニャ語に翻訳し、知識人を通じてこれらの正書法や文法の社会への浸透を試みた。
1891年には自身初の文法書として『現代カタルーニャ語文法試論』を著した。この文法書はカタルーニャ語の口語を初めて記述した文法書である。1902年にはバスク地方のビスカヤ県ビルバオにあるビルバオ工科学校（現バスク大学）の化学教師職に就いたが、この時期にも何冊ものカタルーニャ語の文法書を執筆している。著作家で出版者のジャウマ・マッソー・イ・トレンツ、著名な法曹で著作家のジュアキン・カザス・イ・カルボーとともに、1904年にはTractat d'ortografia catalanaを発表した。1906年には第1回カタルーニャ語国際会議で画期的な提言を行い、カタルーニャ語言語学の分野で一定の評価を得た。
1907年にはインスティテュ・ダストゥディス・カタランス（カタルーニャ研究院）が設立され、1910年にはこの研究院に言語部門が開設された。ファブラ、言語学者のアントニ・マリーア・アルクベー、詩人のジュアン・マラガイ、劇作家のアンジェル・ギマラーなどが委員を務め、カタルーニャ語の規範辞書を編纂することで合意に達した。1911年にはバルセロナ大学にカタルーニャ語講座が設置され、ファブラが教授に就任している。
1912年にはビルバオからバルセロナに戻り、カタルーニャ研究院言語学部門のカタルーニャ語教授となった。同年には総合的な文法書である『カタルーニャ語文法』を著し、1913年にはファブラの手によって、カタルーニャ研究院からスペイン語による『正書法規範』が発表された。ファブラは後にカタルーニャ研究院の院長となっている。
また、1911年にファブラが作成した原案を基に正書法の議論が行われ、1917年にはようやく研究院の手によるカタルーニャ語正書法が刊行された。言語部門の初代委員長を務めたアルクベーとファブラの考えは大きく異なっており、アルクベーは結局研究院を去ってファブラを攻撃したが、両者は1926年に和解している。
1918年には『カタルーニャ語文法』も完成させた。ファブラはカタルーニャ産業大学のカタルーニャ語講座で主任教授を務めていたが、1923年にミゲル・プリモ・デ・リベラがクーデターを成功させると、ファブラは退任させられた。1926年にはレアル・アカデミア・エスパニョーラ（王立スペイン語アカデミー）にカタルーニャ語、バスク語、ガリシア語の代表者も入会するようになり、ファブラもスペイン語アカデミーの会員に推挙されたことがあったが、近代カタルーニャ語の確立を優先することを理由に辞退している。プリモ・デ・リベラ独裁政権下でもファブラは辞書編纂の作業を続け、独裁体制崩壊から2年後の1932年にはついに『カタルーニャ語辞典』が刊行された。この辞書に対しては批判の声もあったが、多くの知識人や文化人は辞書の完成を喜んだ。
ミゲル・プリモ・デ・リベラの独裁体制が崩壊した後の1932年には、大衆向けの辞典として『一般カタルーニャ語辞典』を刊行した。カルラス・スルダビラ（劇作家・詩人・ジャーナリスト・小説家）、ジュゼップ・ビセンク・フォシュ（詩人・著作家・随筆家）、サルバドール・アスプリウ（詩人・劇作家・小説家）など、20世紀のカタルーニャ地方を代表する文筆家たちがこの辞典でカタルーニャ語を学んだとされ、この辞典は現在でも「ファブラの辞典」として親しまれている。20世紀後半まで規範辞典としての価値を維持し続け、現在でもEdhasa社によって出版されて入手を容易にしている。1934年にはバルセロナ詩歌競技会会長に就任し、この年はカタルーニャ語規範化の基礎が確立した年とされる。
この時期には総合スポーツクラブであるFCバルセロナの文化活動部長も務めている。1932年にはバルセロナ自治大学の教授に任命され、翌年には大学の統治評議会の会長に就任したが、1934年10月6日にスペイン共和国の軍隊がリュイス・クンパニィス率いるカタルーニャ自治政府を制圧し、ファブラは投獄された。

### フランス亡命後
1936年の選挙後に再び教員の地位に復帰したが、同年にはスペイン内戦が勃発した。第二共和政期に現代カタルーニャ語の父としてのイメージが定着していたことで、スペイン内戦勃発後には反乱軍による敵視の対象となった。ファブラは内戦中にもバルセロナを離れず、反乱軍がバルセロナに入城する6日前まで大学での講義を続けていたが、1939年1月にはバルセロナが反乱軍による大規模な攻撃を受けたため、やむなく家族とともにフランスに亡命した。
7日間滞在したスペイン＝フランス国境近くの村で反乱軍のバルセロナ入城（1939年1月26日）を知り、まずは北カタルーニャのペルピニャンに、その後各地を転々とした後に地中海岸のラングドック地方にあるモンペリエで約2年間暮らした。モンペリエはフランス南部の中心的な学術都市のひとつであり、フランスで3番目に古いモンペリエ大学や図書館があったほかに、カタルーニャの知識人の多くが亡命していた。モンペリエではフランス語でカタルーニャ語の文法書を著し、1941年にパリで刊行している。
モンペリエでは『カタルーニャ語文法』（新版）もほとんど執筆を済ませていたが、モンペリエにもドイツ軍が侵入したため、74歳になっていたファブラは北カタルーニャの一部でカタルーニャ語が話されるピレネー＝オリアンタル県のプラードに居を移した。亡命中にはカタルーニャ語が公用語であるアンドラ公国への移住を検討したことがある。1947年にはプラードでカタルーニャ研究週間が開催され、ファブラはフランスに住むカタルーニャ人たちを勇気づけるスピーチを行った。
1948年12月25日、ファブラはプラードで死去した。死去時にはプラードの自治体庁舎に祭壇が設けられて人々がファブラの死を悼んだが、フランコ体制下のスペインではファブラの死去が報じられることはなかった。プラードにはファブラに関する小規模な資料館がある。

### 死後
研究院は辞書の刊行に引き続いて、方言や古語などカタルーニャ語のあらゆる語彙を包括した「大辞典」の編纂をもくろんでいたが、1936年にスペイン内戦が勃発し、1939年からのフランコ独裁体制でカタルーニャ語が弾圧されたこともあって、今日でも「大辞典」は刊行されていない。フランコ体制下のスペインでは厳しい言語政策がとられ、カタルーニャ地方は急速にカスティーリャ語化が進み、ファブラが目指したカタルーニャ語の規範化は停滞を余儀なくされている。
1956年には後継者のジュアン・クルミーナスによって、ファブラが1912年頃にモンペリエで著した『カタルーニャ語文法』（新版）が刊行された。『カタルーニャ語文法』は今日でも版を重ねるカタルーニャ語の規範文法書である。プラダ近くのクイシャー修道院にあるファブラの墓には毎年数千人が訪れる。
1970年代末の民主化以後のカタルーニャ地方では、アンシクルペディア・カタラーナ(Enciclopèdia Catalana)社とアディシウンス62(Edicions 62)社が異なる辞書を発行している。両社が共同で出版した『カタルーニャ語辞典』(1995)は、ファブラによる語義を踏襲している。1995年には研究院が新たな『カタルーニャ語辞典』を刊行したが、これはファブラによって1932年に刊行された辞典に修正を加えたものにすぎなかった。

## 評価
ファブラは正書法・文法書・辞書を編纂するだけでなく、一般のカタルーニャ人に対する普及活動にも力を注ぎ、新聞にコラムの連載を持って批判や質問に答えたりする活動を長年に渡って行った。特定の方言に頼らずに、中世語と現代の諸方言の研究結果から導き出した正書法を提案した。長年にわたるカタルーニャ語とスペイン語の接触によって生じたスペイン語の影響を排除し、伝統的な語を復活させて純化を試みた。
ファブラと同時代にはマリョルカ島出身のアントニ・マリーア・アルクベーがカタルーニャ語の大規模な方言学的調査を行っており、アルクベーは中世から現代までのカタルーニャ語語彙を網羅することで言語の復興を目指した。アルクベーは辞典の完成を見ることなく1932年に死去したが、1962年には後継者によって全10巻の『カタルーニャ・バレンシア・バレアルス語辞典』が完成している。

## 著作
- 1891年 『現代カタルーニャ語文法試論』
- 1892年 『言語および正書法の変革について』
- 1907年 『カタルーニャ＜標準語＞に関する諸課題について』
- 1912年 Qüestions de gramàtica catalana『カタルーニャ語文法』
- 1915年 『文学者と文法家』
- 1915年 『作家には文法が必要である』
- 1917年 『カタルーニャ研究院の規範』
- 1918年 『言語学者と詩人』
- 1919年 『カタルーニャ諸方言と＜標準語＞』
- 1920年 『バレンシアおよびバレアルスの作家の任務』
- 1924年 『古典叢書刊行にあたって』
- 1925年 『カタルーニャ語浄化事業』
- 1929年 『文章語の浄化について』
- 1932年 Diccionari ortogràfic: precedit d'una exposició de l'ortografia catalana『一般カタルーニャ語辞典』
- 1934年 『バルセロナ詩歌競技会会長講演』
- 1937年 『文化の中のカタルーニャ』

出典 : 中嶋(2007)

## プンペウ・ファブラ大学
1990年にはバルセロナにプンペウ・ファブラ大学(UPF)が開校した。この大学はカタルーニャ州が6校設置している公立大学のひとつである。1992年にはバルセロナでバルセロナオリンピックが開催されたが、選手村跡地はプンペウ・ファブラ大学のメインキャンパス（シウタデリャ・キャンパス）として再活用された。シウタデリャ・キャンパスの本部棟は建築家のウリオル・ボイーガスによって設計され、中央部にある開放的な中庭、貯水庫を改修した図書館などを特色としている。プンペウ・ファブラ大学はQS世界大学ランキングによる2014-15版の大学ランキングで第298位（スペイン第6位）となった。

### 特徴
プンペウ・ファブラ大学には、健康臨床科学、政治・社会科学、法律、企業・経済、人文科学、通信、情報通信技術、翻訳・文献学の分野が存在する。多言語教育を重んじており、大学の公用語はカタルーニャ語だが、カスティーリャ語（スペイン語）と英語でも意思疎通や学術研究が行われる。約10,000人の学生、約1,400人の教員、約600人の事務員で構成されている。

### ギャラリー

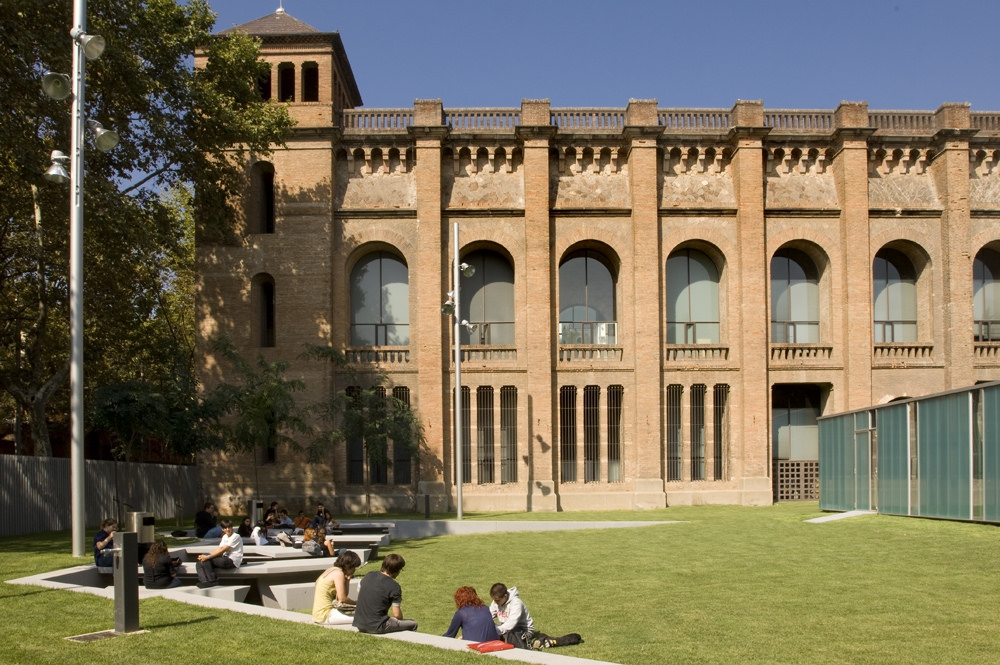
シウタデリャ・キャンパス
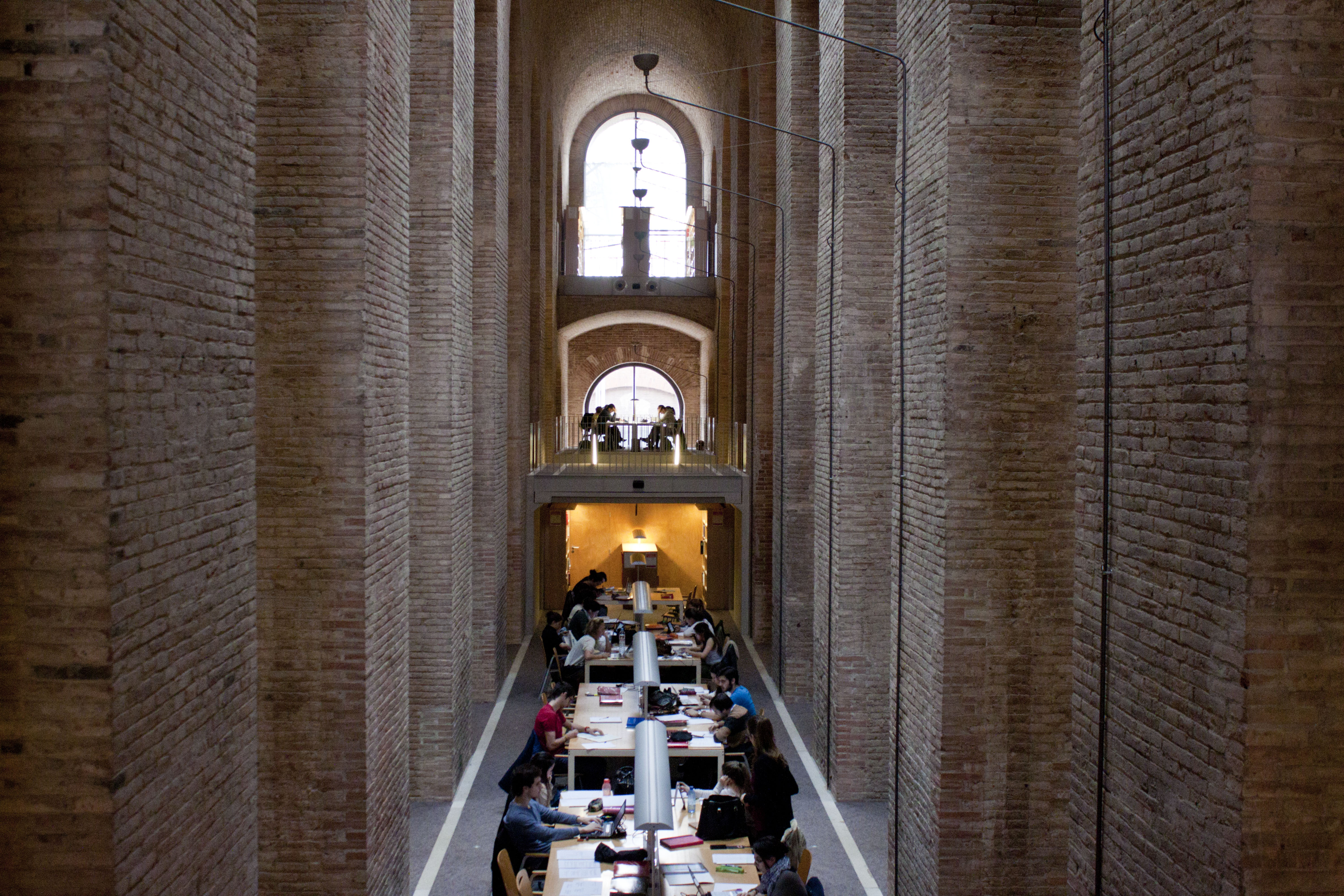
シウタデリャ・キャンパスにある貯水庫を改修した図書館
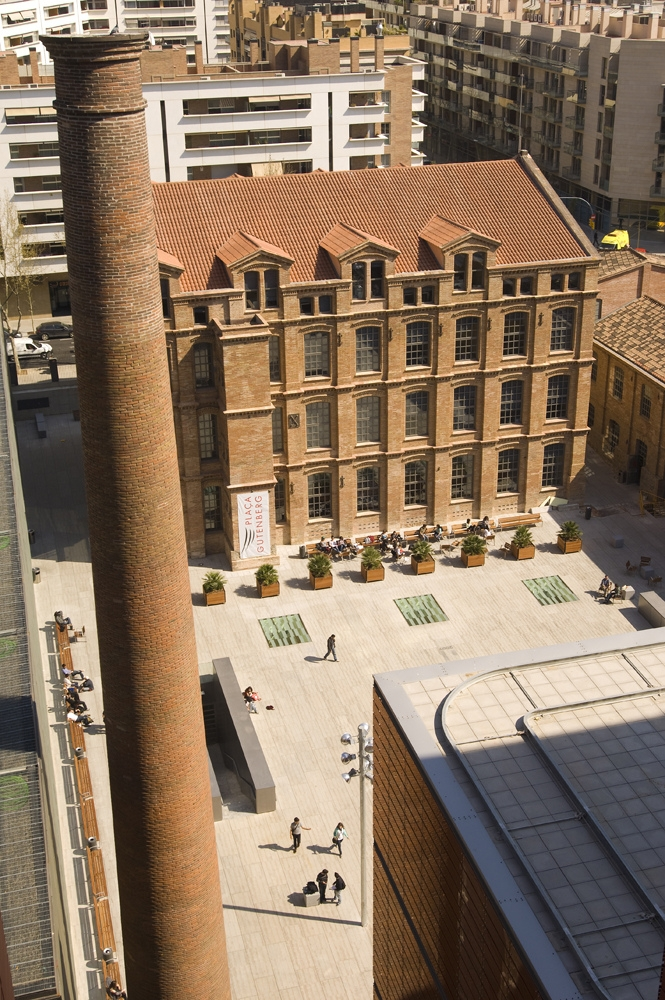
ポブレノウ・キャンパス

## 文献

### 伝記
- Josep Miracle (1968) Pompeu Fabra
- Translation by Alan Yates The Architect of Modern Catalan: selected writings /Pompeu Fabra (1868-1948). John Benjamins Publishing Co., オランダ・アムステルダム